# Фізичний факультет МДУ
55°42′0″ пн. ш. 37°31′46″ сх. д. / 55.70000° пн. ш. 37.52944° сх. д.
Фізичний факультет — структурний підрозділ Московського державного університету імені М. В. Ломоносова. Веде прикладні та фундаментальні дослідження в різноманітних галузях фізики, а також міждисциплінарні дослідження в галузі медичної фізики, біофізики, геофізики тощо. Щорічний план прийому студентів — 400 осіб, плюс ще 20 осіб в групу «Астрономія». Декан факультету — професор Сисоєв Микола Миколайович. Заступник декана — Прудников Валерій Миколайович.

## Структура
До інфраструктури факультету входять Науково-дослідницький інститут ядерної фізики ім. Д. В. Скобельцина, Державний астрономічний інститут ім. П. К. Штернберга, Міжнародний лазерний центр та інші наукові центри. До 2003 року факультет мав власний експериментальний завод для виробництва електротехнічного і механічного устаткування.

### Відділення
- Експериментальної і теоретичної фізики
- Прикладної математики
- Фізики твердого тіла
- Радіофізики та електроніки
- Ядерної фізики
- Геофізики
- Астрономічне
- Відділення додаткових освітніх програм

## Випускники
Категорія:Випускники фізичного факультету МДУ

### Лауреати Нобелівської премії з фізики
- Тамм Ігор Євгенович
- Франк Ілля Михайлович
- Гінзбург Віталій Лазарович

### Лауреат Нобелівської премії миру
- Сахаров Андрій Дмитрович

## Історія
За час свого існування (з 1933 року) фізичний факультет МДУ підготував понад 25 тисяч фахівців-фізиків, на факультеті захистили дисертації понад 500 докторів і близько 4 тисяч кандидатів наук.
На фізичному факультеті МДУ зроблено 24 офіційно зареєстрованих відкриттів із загального числа близько 350 відкриттів з усіх розділів природничих наук. Кожен третій академік і член-кореспондент Російської Академії наук в галузі фізики, геофізики і астрономії — випускник фізфаку МДУ.
На фізичному факультеті в різні роки працювали 81 академік і 58 членів-кореспондентів Петербурзької Академії наук, Академії наук СРСР і Російської Академії наук, 5 лауреатів Нобелівської премії, 49 лауреатів Ленінської премії, 99 лауреатів Сталінської премії, 143 лауреата Державної премії СРСР і Російської Федерації.
Вісім вчених-фізиків СРСР і Росії удостоєні Нобелівських премій за дослідження в галузі фізики. З них п'ятеро працювали на фізичному факультеті.